# Streblosa undulata
Streblosa undulata är en måreväxtart som beskrevs av Pieter Willem Korthals. Streblosa undulata ingår i släktet Streblosa och familjen måreväxter. Inga underarter finns listade i Catalogue of Life.